# 小行星9333
小行星9333（英語：9333 Hiraimasa）是一颗围绕太阳公转的小行星。1990年10月15日，圓舘金、渡邊和郎在北见发现了此天体。
这颗小行星的绝对星等为1.712444446013199等。